# Krščansko demokratska stranka
Krščansko demokratska stranka (KDS) je bila slovenska neparlamentarna politična stranka, ki je nastala leta 2008 s preimenovanju zunajparlamentarne stranke Kresnica. Stranko vodi Jože Duhovnik. Stranko so ustanovili bivši člani nekdanje SKD, ker NSi po njihovem mnenju nima profila krščanskih demokratov.
SLS oporeka uporabi imena SKD,saj naj bi bila naslednica tega imena SLS + SKD Slovenska ljudska stranka oziroma kasneje Slovenska ljudska stranka.